# Actacarus uniscutatus
Actacarus uniscutatus är en kvalsterart. Actacarus uniscutatus ingår i släktet Actacarus och familjen Halacaridae. Inga underarter finns listade i Catalogue of Life.